# Requiem (chanson)
Pour les articles homonymes, voir Requiem.
Chansons représentant la France au Concours Eurovision de la chanson
J'ai cherché
(2016) Mercy
(2018)
Requiem est une chanson d'Alma qui représente la France au Concours Eurovision de la chanson 2017 à Kiev, en Ukraine.
Requiem est une chanson bilingue en français avec les couplets en anglais ; elle est interprétée par la chanteuse française Alma qui représente la France au Concours Eurovision de la chanson 2017. La chanson est disponible dans l'album Ma peau aime, sorti le 5 mai 2017.

## Eurovision 2017
La chanson Requiem est annoncée en même temps que la chanteuse, le 9 février 2017, la chanson est alors entièrement en français, avant d'être remixée en version bilingue français/anglais et la version finale sort le 11 mars 2017. L'ancien secrétaire d’État chargé de la Francophonie, André Vallini, a critiqué cette anglicisation. La chanteuse est donc annoncée sur le site officiel du Concours Eurovision de la chanson et sa chanson en version bilingue également un mois après.
Au terme du vote final du Concours Eurovision de la chanson 2017, la chanson se classe 12e sur 26 pays.

## Clip
Le clip de la chanson a été tourné à Paris. Il montre Alma en train de se promener dans les rues de Paris avec des danseurs qui la suivent et que l'on retrouve souvent en train de danser sur des monuments parisiens comme la tour Eiffel.

## Classements hebdomadaires
| Classement (2017)               | Meilleure position |
| ------------------------------- | ------------------ |
| Belgique (Flandre Ultratip 100) | Tip                |
| Belgique (Wallonie Ultratip 50) | 29                 |
| France (SNEP)                   | 90                 |
| France (SNEP Ventes)            | 5                  |